# Желько Івезич
Željko Ivezić (нар. 1965 у Сараєво) — хорватсько-американський астрофізик, який зробив значний внесок в астрономічні огляди зокрема, в Слоунівського цифрового огляду неба і Великого синоптичного оглядового телескопа.

## Біографія
Здобув ступінь доктора філософії з фізики в Університеті Кентуккі в 1995 році, де він працював над моделями радіаційного переносу пилу і, зокрема, написав код Dusty. В 1997 році переїхав до Принстонського університету, де він працював над Слоунівським цифровим оглядом неба (англ. Sloan Digital Sky Survey, SDSS) і став головним автором каталогу рухомих об'єктів SDSS (англ. SDSS Moving Object Catalogue, SDSS-MOC).  В 2004 році він обійняв посаду професора Університету Вашингтону.
Зараз він є системним науковцем у проекті Великого синоптичного оглядового телескопа (LSST, Large Synoptic Survey Telescope) і головою наукової ради LSST. Він також є членом наукових консультативних груп проектів EVLA, VAO та LIGO.
Він є співавтором понад 250 наукових праць.

## Нагороди та відзнаки
У 2020 році він був обраний членом спадщини (англ. Legacy Fellow) Американського астрономічного товариства
Астероїд 202930 Івезич, відкритий Слоунівським цифровим оглядом неба в обсерваторії Apache Point у 1998 році, був названий на його честь.